# Kenny Marchant
Pour les articles homonymes, voir Marchant.
Kenny Ewell Marchant, né le 23 février 1951 à Bonham (Texas), est un homme politique américain, représentant républicain du Texas à la Chambre des représentants des États-Unis de 2005 à 2021.

## Biographie
Kenny Marchant est originaire de Bonham, dans le comté de Fannin au Texas. Après des études à la Southern Nazarene University, il entame une carrière dans l'immobilier.
Il est élu au conseil municipal de la ville de Carrollton en 1980 et devient maire de la ville en 1984. En 1987, il quitte son mandat de maire et est élu à la Chambre des représentants du Texas. Il y devient président du groupe républicain.
Il se présente en 2004 à la Chambre des représentants des États-Unis dans le 24e district du Texas, un district conservateur qui s'étend notamment sur les comtés de Dallas et Tarrant. Il est élu représentant avec 64 % des voix face au démocrate Gary Page (34,2 %). Il affronte à nouveau Page en 2006 et remporte l'élection avec 59,8 % des voix. En 2008, il est réélu face à Tom Love avec 56 % des suffrages. Sans candidat démocrate face à lui en 2010, il est reconduit pour un nouveau mandat avec plus de 80 % des voix. Il est réélu avec 61 % des voix (contre 36 %) en 2012, 65 % (contre 32 %) en 2014, et 56 % (contre 39 %) en 2016,.
Lors des élections de 2018, Marchant affronte à nouveau la démocrate Jan McDowell, déjà candidate face à lui en 2016. Il lève plus d'un million de dollars pour sa campagne contre seulement 100 000 dollars pour son adversaire. Cependant, en raison des évolutions démographiques du district et de la bonne campagne sénatoriale de Beto O'Rourke, Marchant n'est réélu qu'avec 3,2 points d'avance. Au mois d'août 2019, il annonce qu'il ne sera pas candidat à un nouveau mandat en 2020.

## Positions politiques
Kenny Marchant est un républicain ultraconservateur, membre du Tea Party Caucus.